# Heinrich Gottfried von Mattuschka

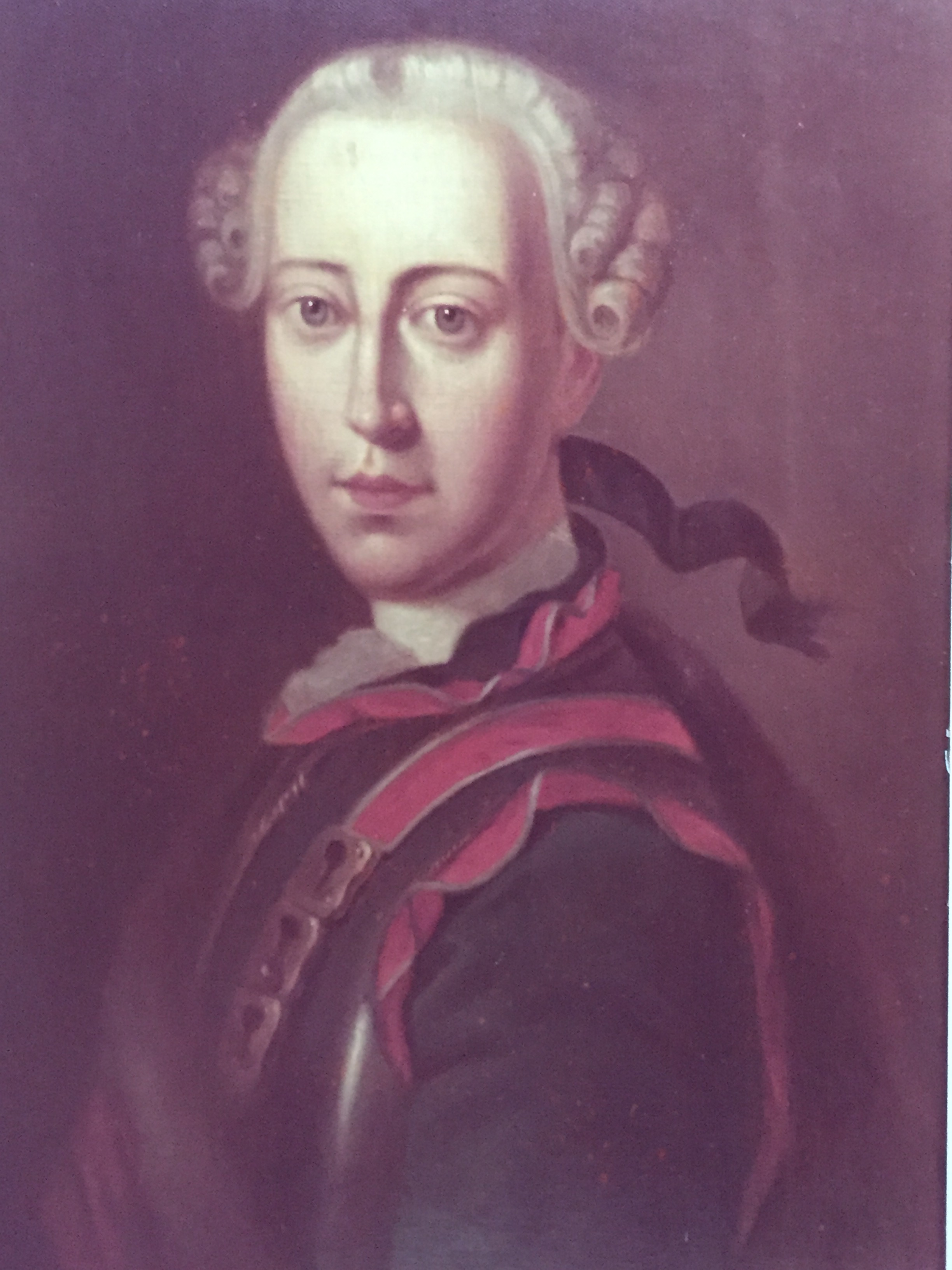
Heinrich Gottfried Graf von Mattuschka

Heinrich Gottfried Graf von Mattuschka, Freiherr von Toppolczan und Spaetgen (auch Matuschka von Topolczan) (* 22. Februar 1734 in Jauer, Herzogtum Schweidnitz-Jauer; † 9. November 1779 auf Schloss Pitschen in Pitschen, Kreis Neumarkt) war ein deutscher Botaniker und Philosoph. Er entstammte dem schlesischen Adelsgeschlecht Matuschka. Sein offizielles botanisches Autorenkürzel lautet „Matt.“

## Leben
Heinrich Gottfrieds Eltern waren der königlich-preußische Oberamtsrat Friedrich Rudolph von Matuschka-Toppolczan auf Börnchen und Thomaswaldau (* 1706) und Maria Josepha Barbara, Freiin von Spaetgen (* 30. Juni 1715), älteste Tochter des Obertribunalsrates und Kanzlers von Ober- und Niederschlesien Heinrich Gottfried, Freiherr von Spaetgen (auch Spätgen oder Spättgen). Da der Vorgenannte seinen einzigen Sohn früh verloren hatte, erwählte er als Nachfolger im Besitz seines Lehens zu Pitschen seinen Schwiegersohn und dessen Erstgeborenen. Demgemäß wurden Heinrich Gottfried von Mattuschkas Vater und er selbst am 5. September 1750 vom Breslauer Fürstbischof Philipp Gotthard von Schaffgotsch mit Pitschen belehnt.
Seine „Flora silesiaca“ verfasste Heinrich Gottfried von Mattuschka auf Schloss Pitschen, wo er 1779 im Alter von 45 Jahren verstarb.
Sein Bruder war der fürstliche Baurat und Intendant Franz Graf von Matuschka.
Er war Oberamtsregierungsrat und Generallandschaftsrepräsentant von Mittelschlesien.

## Nachfahren
Heinrich Gottfried von Mattuschka heiratete am 29. August 1763 in Gläsersdorf Marie Bernhardine Clara, Gräfin Clairon d’Haussonville (* 24. Februar 1742). Der Ehe entstammten die Kinder:
- Joseph Eduard Maria (* 15. Juni 1764 in Ober Gläsersdorf; † 2. Juni 1829 in Pitschen), Graf von Matuschka, Freiherr von Toppolczan und Spätgen; ⚭ I. Ernestine Freiin von Strachwitz-Bruschewitz (1765–1811), II. Clementine, Gräfin von Hoverden-Plencken (1783–1859)
- Heinrich Bernhard (* 18. August 1768 oder 1766; † 1845), folgte seinem Bruder als Graf von Matuschka, Erbherr auf Drzewohostitz in Mähren, königlich-preußischer Geheimer Justiz- und Oberlandesgerichtsrat in Breslau; ⚭ I. Josepha, Gräfin von Oppersdorf, II. Antonie von Oppersdorf, Schwester der Vorigen
- Johann Bernhard Maria (* 17. September 1768 in Pitschen; † 27. September 1820 in Arnsdorf), königlich-preußischer Kreisjustizrat des Kreises Hirschberg und Landesältester; ⚭ 1791 Gräfin Therese von Lodron (* 12. Januar 1772), Erbtochter des letzten Grafen von Lodron-Laterano.

## Werk
Heinrich Gottfried von Mattuschka stattete Schloss Pitschen mit einer wertvollen Bibliothek aus und baute eine bedeutende, über Schlesiens Grenzen bekannte Naturwissenschaftliche Sammlung auf. Letztere erbte sein Sohn Bernhard, der sie in dem durch Heirat mit der Erbtochter des Grafen Johann Nepomuk zu Lodron-Laterano in seinen Besitz gekommenen Schloss Arnsdorf im Hirschberger Tal aufbewahrte.
Mattuschka ist vor allem für eine naturkundliche Erfassung von in Schlesien beheimateten Pflanzen bekannt:
- Flora silesiaca oder Verzeichniß der in Schlesien wildwachsenden Pflanzen, 2 Bände, Breslau und Leipzig 1776–1777.[1]

## Ehrungen
Nach Mattuschka ist die Pflanzengattung Mattuschkia J.F.Gmel. aus der Familie der Pfeffergewächse (lateinisch Piperaceae) benannt.